# Serafin (biskup koptyjski)
Serafin (imię świeckie Aziz Ghali Sabri Aziz, ur. luty 1959 w Kairze) – duchowny Koptyjskiego Kościoła Ortodoksyjnego, od 2017 biskup Ohio, Michiganu i Indiany. 

## Życiorys
6 kwietnia 1993 złożył śluby zakonne. Święcenia kapłańskie przyjął 25 lutego 1997. Sakrę biskupią otrzymał 11 listopada 2017 jako zwierzchnik nowo utworzonej diecezji Ohio, Michiganu i Indiany.